# Christopher Mallaby
Sir Christopher Leslie George Mallaby (7 luglio 1936 – 28 febbraio 2022) è stato un diplomatico inglese.

## Biografia
Era il figlio di Aubertin Walter Sothern Mallaby, e di sua moglie, Margaret Catherine Jones. Studiò all'Eton College e al King's College (Cambridge). Nel 1971 ha studiato alla Harvard Business School.
Nel 1961 sposò Pascale Thierry-Mieg, ebbero tre figli.

## Carriera
Dopo aver lasciato l'università è entrato al Servizio diplomatico di Sua Maestà nel 1959.
Era ambasciatore britannico in Germania (1988-1992), in Francia (1993-1996) e amministratore delegato di UBS Investment Bank.
È stato presidente della Somerset House Trust (2002-2006) e fiduciario del Tate Gallery Group (1996-2002). Nel 2011 è stato direttore e vicepresidente della Reuters e dal 2001 è stato il presidente del EORTC.
Mallaby ha avviato la Borsa di studio Entente Cordiale Scholarship, una prestigiosa borsa di studio franco-britannico.